# St. Rasso (Grafrath)
Die Wallfahrtskirche St. Rasso mit dem Grab des hl. Rasso liegt am Rande des Ampermoores in der Gemeinde Grafrath im Landkreis Fürstenfeldbruck in Oberbayern.

## Geschichte

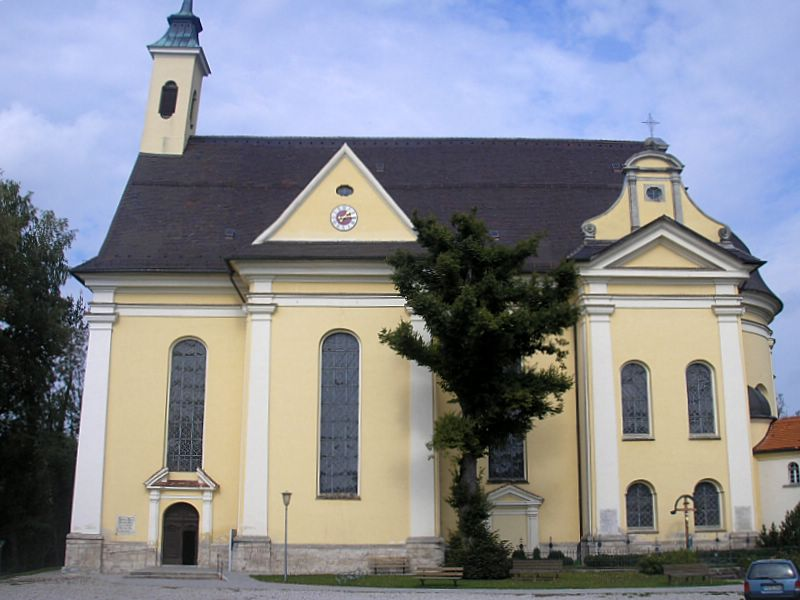
Gesamtansicht

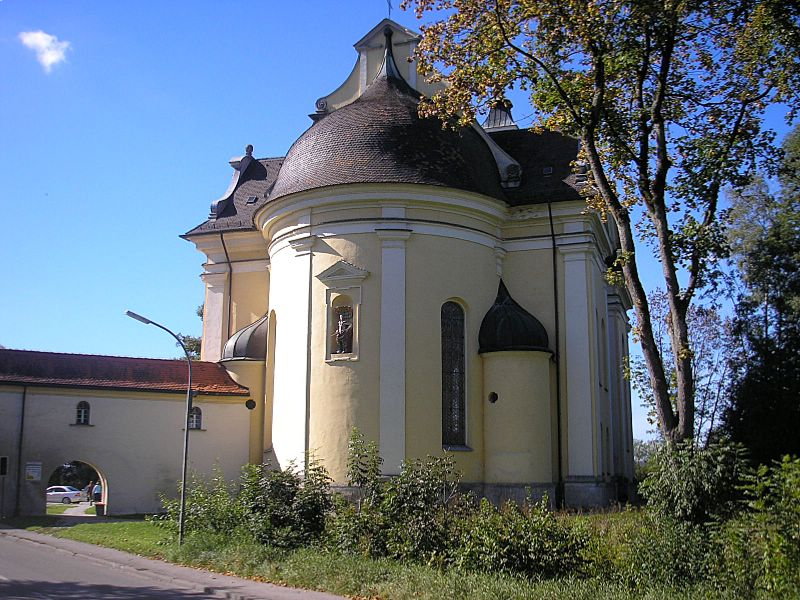
Der Chor

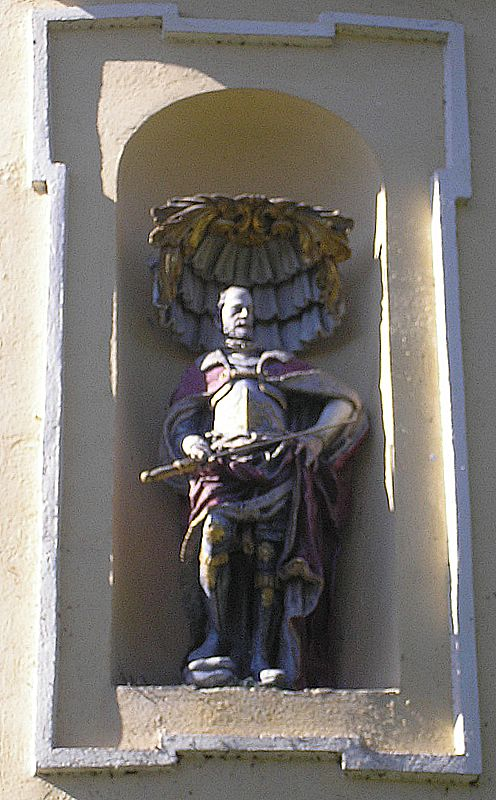
Standbild Rassos in der Chornische

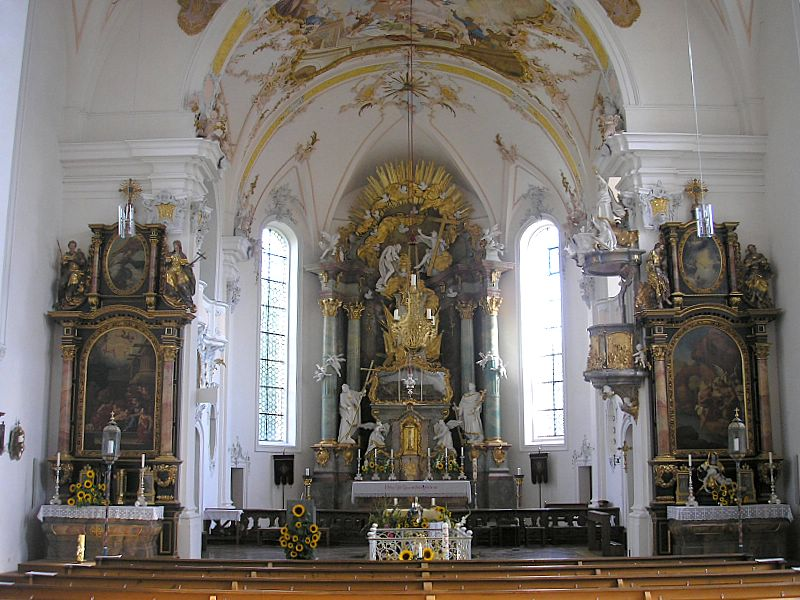
Innenraum nach Osten

Das älteste historische Zeugnis für die St.-Rasso-Kirche in Grafrath ist das Stiftergrab. Es befindet sich im Boden der Kirche unter einer Grabplatte, die, von einem frühbarocken Gitter umgeben, das beherrschende Zentrum der Kirche bildet. Die gegenwärtige Grabplatte wurde zwar erst 1468 angefertigt, sie ersetzte jedoch eine ältere, unansehnlich gewordene Grabplatte. Das darunter liegende Grab stammt aus dem frühen Mittelalter. Vom Grabtyp her ist es ein Steinplattengrab, wie solche in Südbayern hauptsächlich aus dem 7. und 8. Jahrhundert schon an mehreren Orten in oder bei der Kirche gefunden wurden, allerdings ohne dass mit ihnen wie in Grafrath die Erinnerung an eine bestimmte Person verbunden gewesen wäre. Das Grab hat wie die Grabplatte die Maße 2,57 × 1,13 m und reicht bis zu 1,20 m in den Boden hinab.
Aus diesem Grab wurden 1468 die Gebeine des als heilig verehrten Kirchenstifters entnommen. Auf den Umfassungsplatten des Bodengrabs wurde ein Hochgrab aufgemauert, in diesem die Gebeine wieder beigesetzt und das Grab oben durch die genannte Deckplatte verschlossen. Vor dem Bau der gegenwärtigen Kirche 1688–1695 wurden die Gebeine erneut aus dem Hochgrab entnommen, das Hochgrab abgetragen und die Grabplatte an der gleichen Stelle auf den Boden gelegt. Die Gebeine wurden kostbar eingefasst und bei der Einweihung der Kirche auf den Hochaltar erhoben, wo sie heute noch in einem Glasschrein zu sehen sind.
Das Stiftergrab und die frühesten schriftlichen Zeugnisse vermitteln uns wichtige Daten über die Person des Mannes, der in diesem Grab bestattet wurde. Als hochrangige Persönlichkeit des frühen Mittelalters stiftete er auf der damals noch werde (Wörth) genannten Insel zwischen Amper und Ampermoos eine Kirche, gab ihr das Erlöserpatrozinium (St. Salvator), sammelte, wie es damals üblich war, für seine Kirche hochwertige Heiligenreliquien, bestimmte den Platz nahe bei den Reliquien als Stätte für sein Grab und gründete ein Kloster, damit nach seinem Tod die Mönche für ihn beten und sein Grab, in dem er laut Grabinschrift „auf den jüngsten Tag warten wollte“, behüten und pflegen.
Aus Gründen, über die wir nur Vermutungen anstellen können, verlegten Anfang des 12. Jahrhunderts die Grafen Berthold II. von Andechs und Otto III. von Wolfratshausen auf Betreiben des Bischofs Hermann von Augsburg (1096–1133) und des Erzbischofs Konrad von Salzburg (1106–1147) das Kloster von Grafrath nach Dießen, wo es in ein Chorherrenstift umgewandelt wurde. Die Reliquien jedoch brachten die Grafen auf ihre Burgen, wo sie in Andechs den Grundstock für das bekannte Andechser Heiltum bildeten. Da für das Chorherrenstift in Dießen nach der Inkorporierung Grafraths durch Papst Innozenz II. im Jahre 1132 keine Notwendigkeit mehr bestand, Urkunden über die Stiftung in Grafrath aufzubewahren, fehlen solche aus der frühen Zeit. Da überdies das Grafengeschlecht der Andechser, das wohl das Andenken an den Grafen Rath weiter pflegte, in der ersten Hälfte des 13. Jahrhunderts unterging und die Burg Andechs zerstört wurde, trat ein Bruch in der schriftlichen Überlieferung ein. Dies führte nur deshalb nicht zum Ende der Geschichte von Grafrath, weil der Stifter durch das Steinplattengrab ein gleichsam unzerstörbares Stiftungsdokument hinterlassen hatte, weil zudem das Volk den Bestatteten schon bald als Heiligen verehrte und weil schließlich die von Grafrath stammenden Heiligenreliquien 1388 in Andechs wiederentdeckt wurden und daraufhin das Interesse an der Geschichte Grafraths neu erwachte.
Wegen der langen Lücke in der Überlieferung ergaben sich Unstimmigkeiten, was den Namen des Stifters und die Zeit der Gründung der Kirche betrifft. Eine folgenreiche Rolle spielte dabei der Chorherr Albert von Dießen, der als Erster um 1370 für ein Sammelwerk über die Klöster Bayerns das niederschrieb, was er über die untergegangene Gründung in Wörth in Erfahrung bringen konnte. Obwohl zu seiner Zeit die Grabkirche bereits nach dem Namen des in ihr begrabenen Stifters „sand Grafrath“ genannt wurde, setzte Albert den Gründer von Grafrath mit dem ersten namentlich bezeugten Grafen Razo von Dießen gleich, so dass es ab dieser Zeit neben „Graf Rath“ auch die Namensüberlieferung „Graf Rasso“ gibt. Das Volk behielt bis in die Neuzeit den Namen Graf Rath bei. Erst in der zweiten Hälfte des 19. Jahrhunderts setzte sich der Name Rasso für den Mann durch, so dass heute nur noch der Ort Grafrath heißt (ursprünglich „St. Grafrath“), die Kirche aber als St.-Rasso-Kirche bezeichnet wird.
Die andere Unstimmigkeit ergab sich, weil Albert das nicht mehr bekannte Gründungsjahr des Klosters und der Kirche – mehr als vierhundert Jahre nach dem Ereignis! – auf das Jahr 954 festlegte. Es lassen aber schon die Zeitverhältnisse (Kämpfe zwischen den deutschen Fürsten und Einfälle ungarischer Reiter in Südbayern) eine Klostergründung in dieser Zeit fragwürdig erscheinen. Darüber hinaus geht die Andechser Überlieferung von einer anderen, das heißt, früheren Gründung aus. Schließlich fehlt für eine Weihe der Kirche 954 durch Bischof Ulrich von Augsburg (923–973), wie sie Albert behauptet, nach Ansicht der neueren Historiker jeglicher historische Kern. Es ist demnach, der Andechser Überlieferung folgend, von einer Gründung in der Karolingerzeit, vielleicht genau hundert Jahre früher (854), auszugehen.
Den Todestag des Klostergründers nennt Albert nicht. Es gab aber bereits vor seiner Zeit einen diesbezüglichen Eintrag im Dießener Nekrologium zum 19. Juni, so dass dort, wo das Gedächtnis des hl. Rasso heute noch begangen wird, dies am 19. Juni oder am darauf folgenden Sonntag geschieht (zum Beispiel in Grafrath, in Untergammenried, in Schweinegg (Eisenberg) und in Untermühlhausen).
Für das Volk, das den Kirchenstifter schon im Mittelalter als Heiligen verehrte, obwohl er von der Kirche offiziell weder selig noch heiliggesprochen wurde, war es unwichtig, wann der Graf gelebt hat oder gestorben ist. Für die Menschen war der „liebe sand Grafrath“ der aus dem Grab immer noch wirkende Nothelfer in allen Nöten und Leiden. Von ganz Süd- und Ostbayern, von Schwaben, Tirol und Kärnten kamen bis zu 100.000 Wallfahrer im Jahr zu seinem Grab, denn – so heißt es in der ältesten Chronik von Andechs schon vor der Erhebung der Gebeine: „An der selben stat sein heyligs gepain grosen zaichen getut tag vnd nacht an vnderlaß an den prechenheftigen menschen, die sein genad haym suechen“. Zeugnis in Grafrath sind die rund 13.000 Wunderberichte in den erhaltenen Mirakelbüchern von 1444 bis 1728.
Die Verehrung des Mannes und der Zustrom der Menschen zu seinem Grab waren der Grund für den Erhalt der Grabkirche an dem früher einsam gelegenen Ort Wörth, und sie waren auch der Grund für den Bau der neuen Wallfahrtskirche zum hl. Rasso in den Jahren 1688–1695. Die bei der Einweihung der neuen Kirche erfolgte Erhebung der Gebeine des Kirchenstifters auf den Hochaltar kann als endgültige Bestätigung für die Rechtmäßigkeit der Verehrung des Mannes als Heiliger gelten.

## Baubeschreibung
Als Ende des 17. Jahrhunderts die mittelalterliche Kirche, die bereits wiederholt renoviert und 1593 nach Westen und Osten erweitert worden war, wieder renovierungsbedürftig war, entschlossen sich die Chorherren von Dießen, gleich eine völlig neue und größere Kirche zu errichten. Finanzielle Unterstützung konnten sie von den Spenden der zahlreichen Wallfahrer und vor allem von der Grafrather Kerzenstiftung der Stadt München erwarten. Diese verbuchte schon längere Zeit aus Kapitalanlagen und gewährten Darlehen höhere Zinserträge, als sie stiftungsgemäß jedes Jahr für Grafrath aufwenden musste. So erteilte Propst Renatus Sonntag 1688 dem bekannten Vorarlberger Baumeister Michael Thumb, der gerade mit der Errichtung der Klostergebäude in Dießen beschäftigt war, den Auftrag, in Grafrath eine neue Kirche zu bauen. Vorgegeben war, dass das Grab des Kirchenstifters weiter in der Mitte der Kirche liegen musste.
Michael Thumb legte seinem Entwurf das von ihm entwickelte „Vorarlberger Münsterschema“ zugrunde. So entstand die neue Kirche als Saalbau mit stark eingezogenem Chor, erweitert durch zwei querschiffartige Anbauten. Im Schiff bilden die Anbauten zwei Seitenkapellen mit Nebenaltären, im Chor enthalten sie auf beiden Seiten eine Sakristei und darüber zur Kirche hin offene Oratorien. Der Chor wird abgeschlossen durch eine Apsis, eingerahmt von zwei nur außen sichtbaren Treppentürmchen, die wie die Apsis nach oben mit einem zwiebelförmigen Dach abgeschlossen sind. Die Außenlänge der Kirche – Maßangaben gerundet – beträgt 41 m, die Innenlänge 37 m (Kirchenschiff 24 m, Chor 13 m), die Breite des Kirchenschiffs 15 m (mit Seitenkapellen 20 m) und die Breite des Chores 11 m, die Höhe des Innenraums ist im Kirchenschiff 15 m, im Chor 14 m. An der Westseite ist auf das Dach ein kleiner Turm aufgesetzt, ursprünglich mit Zwiebelhaube, nach der Zerstörung durch ein Unwetter 1749 mit einem pyramidenförmigen Dach wiederhergestellt. Mit Ausnahme der zum Moos hin schauenden Westseite ist die Fassade ringsum durch ein stark ausgeprägtes Traufgesims und durch Pilaster gegliedert. Zwei Jahre nach Baubeginn starben Bauherr und Baumeister. Zu dieser Zeit war der Rohbau fertig und der Dachstuhl aufgesetzt. Die Nachfolger, Propst Andreas Sedlmayr und Bauführer Michael Natter, vollendeten den Bau, so dass er am 17. Juli 1695 eingeweiht und die Gebeine des hl. Rath/Rasso in feierlicher Prozession in die Kirche gebracht und auf den Hochaltar erhoben werden konnten.

## Ausstattung

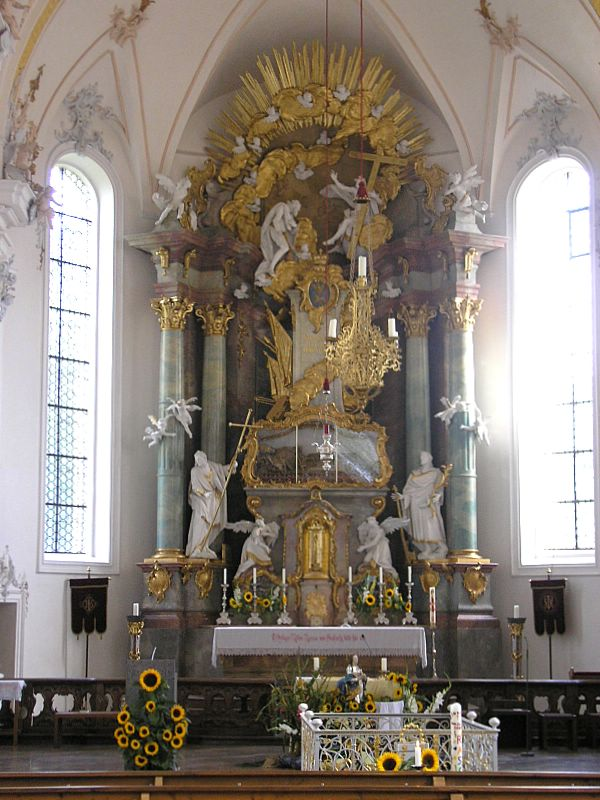
Der Hochaltar

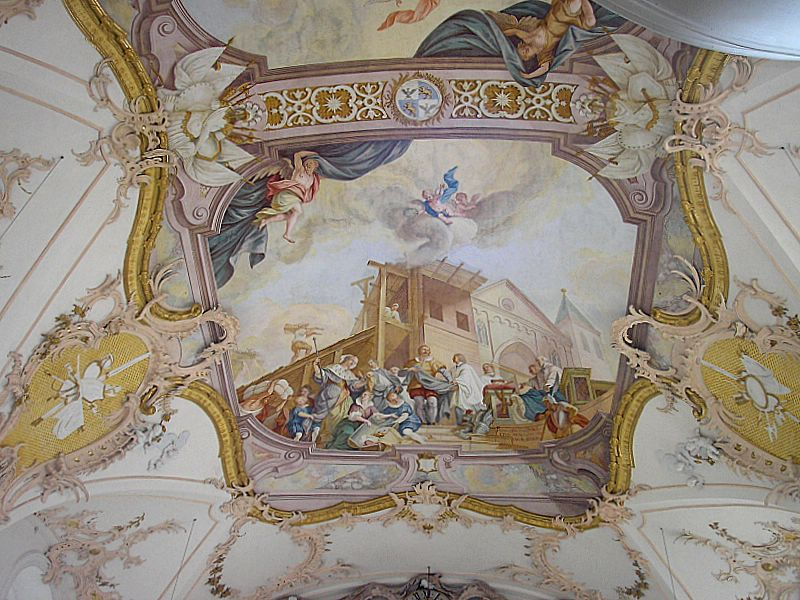
Fresko im Langhaus

Von der Barockausstattung ist nur noch wenig erhalten. Es sind dies die Seitenaltäre (ausgenommen die Altarbilder der hinteren Seitenaltäre), das Orgelgehäuse, die Beichtstühle, das Abschlussgitter unter der Empore und der von der Stadt München zur Einweihung der Kirche gestiftete große Leuchter über dem Rassograb. Die Ausstattung, die heute vorherrschend die Kirche prägt, stammt aus der Zeit des Rokoko. Da aus den Erträgen der Grafrather Kerzenstiftung der Stadt München und durch ein Vermächtnis des kurfürstlichen Leibarztes Abraham Braunschober Geld vorhanden war – beider Wappen am Chorbogen! –, beauftragen die Dießener Chorherren 1752/53 die bekanntesten Künstler der damaligen Zeit mit der Ausschmückung des Inneren: den Baumeister Johann Michael Fischer mit der Umgestaltung der Raumschale (Beseitigung der Gurtbögen), den Augsburger Akademiedirektor Johann Georg Bergmüller mit der Auszierung der Kirche durch Fresken, die Wessobrunner Johann Michael Feichtmayr und Johann Georg Üblher mit Stuckierung der Decke und der Wände. Die Rokokoausstattung ist auf das Jahr 1753 datiert durch das Chronogramm, mit dem Bergmüller sein mittleres Deckenfresko signiert hat: GeorgIVs BergMILLer / CIVIs AVgVstanVs aD / InVenIt pInXItqVe. Einen neuen Hochaltar gab die Stadt München 1759 selber in Auftrag und zwar an die Bildhauer Johann Baptist Straub und Ignaz Günther.
Was die Kirche im Großen darstellt, das wiederholt der Hochaltar im Kleinen: Die Kirche erhebt sich als Baudenkmal über dem im Zentrum der Kirche liegenden Grab des Mannes. An der Decke ist sein Lebenslauf bis zur Aufnahme in den Himmel dargestellt: im westlichen Fresko seine weltlichen Leistungen (Rettung der Bevölkerung vor den Feinden), im mittleren Fresko die geistlichen Leistungen (Kirchenbau, Klostergründung, Reliquiensammlung, Eintritt ins Kloster), im Chorfresko schließlich die Aufnahme in den Himmel und seine Verehrung als Nothelfer. Ähnlich bildet der Glasschrein mit den Gebeinen des Mannes das Zentrum des Hochaltars. Hinter dem Schrein weist eine Grabstele, geschmückt mit den fürstlichen Insignien und der Inschrift „S.RASSO DUX BAVARIAE“ auf die weltliche Tätigkeit und den Rang des Verstorbenen hin. Der Titel "DUX BAVARIAE (Herzog von Bayern) ist der ältesten Chronik von Andechs entnommen und wird bekräftigt durch das bayerische Herzogswappen, das im Deckengemälde darüber von einem Engel präsentiert wird. Aus dem Schrein mit den zusammengefügten Gebeinen Rasso steigt ein Wolkenband nach oben, das seinen Weg nach dem Tod versinnbildlicht, an dessen Ende er in einem Auferstehungsleib von Jesus, dem Weltenerlöser (mit Kreuz im Arm und auf der Weltkugel sitzend) im Himmel empfangen wird. Flankiert wird der Glasschrein von den überlebensgroßen Statuen der Apostel Philippus und Jakobus des Jüngeren. Ihnen hatte Graf Rath/Rasso seine erste Kirche gewidmet. Nachdem er selber Kirchenpatron geworden war, weihte man ihnen in der alten Kirche zwei Seitenaltäre. In der neuen Kirche stehen sie wieder zusammen mit dem Kirchenstifter auf dem Hochaltar.
Im Jahre 1771 kam zur Ausstattung der Kirche eine Kanzel aus Stuckmarmor von Thomas Schaidhauf dazu, im Jahr 1783 das von der Stadt München gestiftete Kirchengestühl, in den Jahren 1901/02 die von dem Kunstmaler Kaspar Schleibner gemalten Altarbilder der hinteren Seitenaltäre mit Franziskanerheiligen und im Jahr 1903.

### Orgel

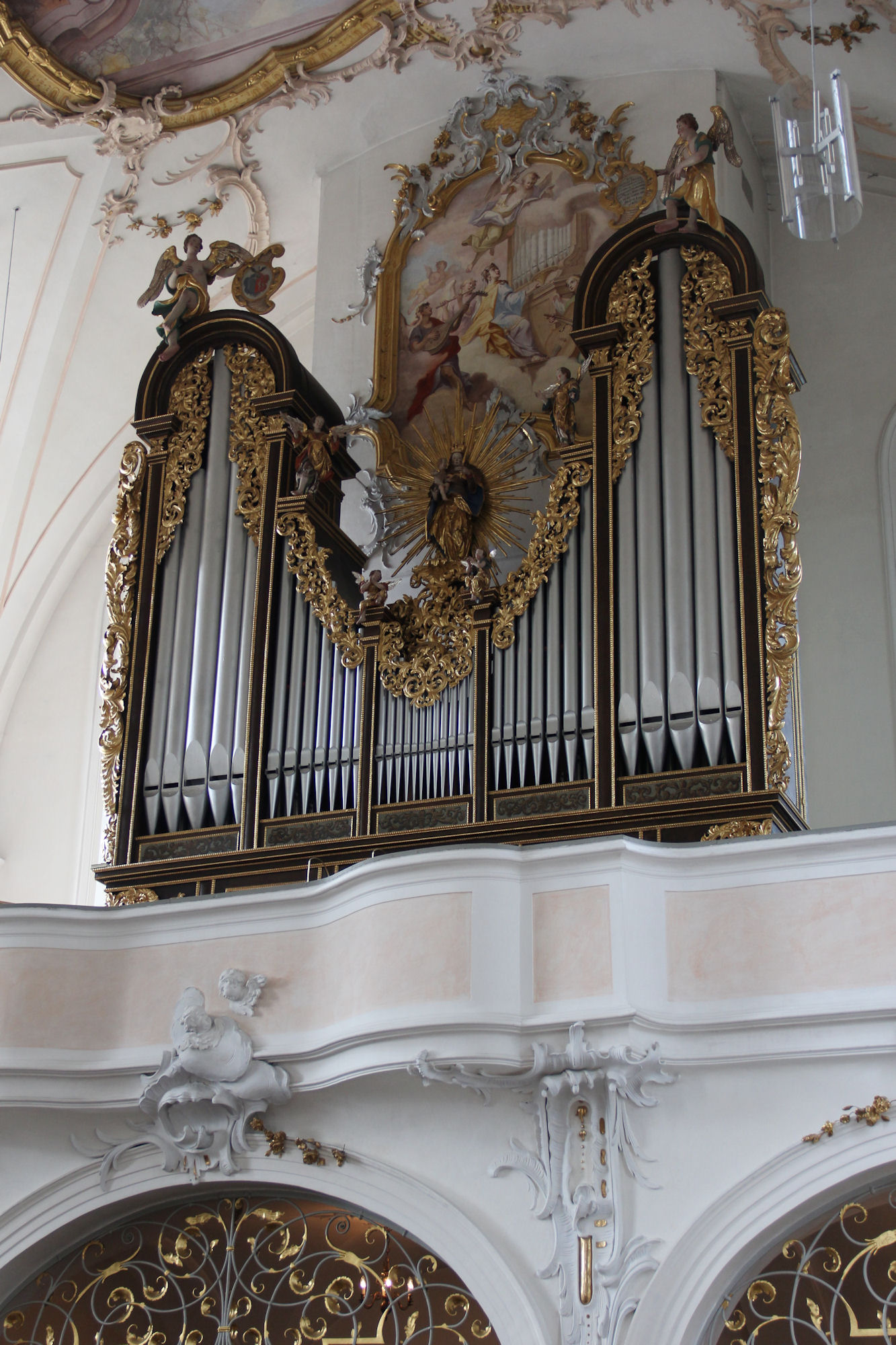
Siemann-Orgel im Barockgehäuse

Ebenfalls von der Stadt München finanziert wurde eine neue Orgel, die der Münchner Orgelbauer Willibald Siemann 1903 in das barocke Orgelgehäuse einbaute. Das Orgelwerk, das zuletzt in den Jahren 2004/05 durch den Orgelbaumeister Andreas Offner (Kissing) überholt wurde, hat heute 22 Register auf zwei Manualen und Pedal.
| I. Manual C–f3 |                |       |
| 1.             | Bourdon        | 16′   |
| 2.             | Principal      | 8′    |
| 3.             | Tibia          | 8′    |
| 4.             | Gedeckt        | 8′    |
| 5.             | Viola di Gamba | 8′    |
| 6.             | Salicional     | 8′    |
| 7.             | Octav          | 4′    |
| 8.             | Rohrflöte      | 4′    |
| 9.             | Octav          | 2′    |
| 10.            | Mixtur IV      | 2 ⁄3′ |

| II. Manual C–f3 |                 |    |
| 11.             | Geigenprincipal | 8′ |
| 12.             | Dolce           | 8′ |
| 13.             | Aeoline         | 8′ |
| 14.             | Liebl. Gedeckt  | 8′ |
| 15.             | Fugara          | 4′ |
| 16.             | Traversflöte    | 4′ |
| 17.             | Oboe            | 8′ |

| Pedal C–d1 |           |         |
| 18.        | Violon    | 16′     |
| 19.        | Subbass   | 16′     |
| 20.        | Quintbass | 10 2⁄3′ |
| 21.        | Octavbass | 8′      |
| 22.        | Cello     | 8′      |

- Koppeln: Normalkoppeln II/I, I/P, II/P und Oktavkoppeln II/I, jeweils als Sub- und Superoktavkoppel
- Spielhilfen: freie Kombination, feste Kombinationen (p, mf, f, ff), Registercrescendo als Schwelltritt, Absteller und Auslöser

## Funktion der Kirche
Neben der Funktion der Kirche als Ort der Grablege hatte Graf Rath/Rasso die Kirche als Klosterkirche für das von ihm gegründete Benediktinerkloster erbaut, damit sich dort die Mönche zum Gotteslob versammeln. Nach der Verlegung des Klosters und Wegführung der Reliquien übergab Papst Innozenz II. 1132 die Kirche, jetzt zu einer Kapelle herabgestuft, dem Chorherrenstift Dießen. Um den Erhalt der Kapelle und die Pflege des Grabes zu sichern, übergab Dießen der Kirche in Grafrath als unveräußerlichen Besitz den bei der Kirche liegenden Hof mit seinen Zugehörungen (zwischenzeitlich als Klosterwirt bekannt, 2016 nach längeren lokalpolitischen Diskussionen abgebrochen). Der Hofbesitzer hatte die Funktion eines Kirchenpflegers und musste einem Priester (Kaplan) Kost und Logis gewähren. Wer die Kaplanstelle übernehmen sollte, dafür hatte Dießen nur das Vorschlagsrecht, das Einsetzungsrecht stand dem Bischof von Augsburg zu. Als mit der Zeit immer mehr Menschen zu dem in der Kapelle liegende Grab wegen seines Rufes als Wunderstätte pilgerten, wurde aus der Grabkapelle eine weit bekannte Wallfahrtskirche, die nach dem Kirchenstifter „St. Grafrath“ genannt wurde. Für den Bau und Erhalt der Kirche gewährten Päpste, Kardinäle – so 1490 zwanzig römische Kardinäle – und Bischöfe Ablässe. Im Jahr 1778 bauten die Chorherren von Dießen ein eigenes Priesterhaus, das heutige Kloster, in das 1719 statt des weltlichen Kaplans Chorherren einzogen.
Durch die Säkularisation der Klostergüter wurde 1803 der Staat Eigentümer der Kirche und des Klosters und ist es bis heute. Für die Betreuung der Kirche und der Wallfahrt unterhielt er zwei Priester der aufgelösten Klöster Dießen und Andechs, den Chorherrn P. Gelasius Arnold und den ehemaligen Subprior von Andechs P. Veremund Dold. Nach deren Tod ist es König Ludwig I. zu verdanken, dass 1836 die Franziskaner der bayerischen Ordensprovinz die Betreuung der Kirche und der Wallfahrer übernahmen.
Wegen des sich abzeichnenden Priestermangels bat 1979 das Erzbistum München und Freising die Franziskaner, die seelsorgerliche Betreuung der benachbarten Pfarreien Mariä Himmelfahrt in Höfen und St. Valentin in Kottgeisering zu übernehmen. Die St.-Rasso-Kirche wurde dabei als Mittelpunktkirche des Pfarrverbandes Grafrath deklariert, an der äußeren Pfarrstruktur und Bistumszugehörigkeit änderte sich jedoch nichts (das ehemalige Wörth mit Kirche und Kloster gehört formal zum Bistum Augsburg, die beiden Pfarreien zum Erzbistum München und Freising). Wegen ihrer Geräumigkeit finden in der St.-Rasso-Kirche in der Regel die Pfarrgottesdienste der Pfarrei „Maria Himmelfahrt Unteralting“ statt. Die primäre Funktion der St.-Rasso-Kirche als Wallfahrtskirche wird aber nach wie vor den Kirchen- und Gottesdienstbesuchern durch die in der Mitte der Kirche befindliche Grabstätte des hl. Rasso deutlich vor Augen gestellt.
Im Kloster bei der Kirche wohnen polnische Franziskaner aus der Breslauer Provinz St. Hedwig, die im Auftrag der Bayerischen Franziskaner das Kloster und die Seelsorge im Pfarrverband aufrechterhalten. Eine Aufgabe des Klosters im Jahre 2006 konnte durch Engagement aus Kirche und Politik abgewendet werden.